# Euchromia eumolphus
Euchromia eumolphus är en fjärilsart som beskrevs av Pieter Cramer 1779. Euchromia eumolphus ingår i släktet Euchromia och familjen björnspinnare. Inga underarter finns listade i Catalogue of Life.